# Thalassic
A Thalassic a finn Ensiferum nyolcadik nagylemeze, mely 2020 nyarán (július 10.) jelent meg a Metal Blade Records gondozásában. Ez az első Ensiferum-kiadvány, melyen az új billentyűs, Pekka Montin hallható, aki Netta Skog helyére érkezett az év elején. Magyar vonatkozása, hogy a borítót, az előző két lemezhez hasonlóan, Havancsák Gyula készítette.
A cím a francia thalassique angol megfelelője, ez pedig az ógörög thálassa (tenger) szóból származik, a Thalassic jelentése így tehát 'tengerből való' vagy 'vízekhez kapcsolódó' dolgok.
Ez első és ez idáig egyetlen olyan Ensiferum-anyag, melynek átfogó tematikája van. Sami Hinkka, a szövegek írója a dalok demóinak hallgatása közben azt vette észre, hogy mindegyikről valamiképpen egy tengerpart jutott az eszébe, így jutott arra, hogy a szövegek mind vízes témákhoz kapcsolódjanak. Ezért elkezdett ilyen történetek, mítoszok iránt érdeklődni, olvasni, hogy inspirációt gyűjtsön: így jutott el az Androméda-mítoszhoz, vagy a Kalevala egyes részeihez.
Videóklip négy is készült, a Rum, Women, Victory, az Andromeda, a Run From the Crushing Tide, és a For Sirens című számokra, bár ez utóbbi "csak" szöveges videó.

## Az album dalai
Az összes dalszöveg szerzője Sami Hinkka. 
| 1.    | Seafarer's Dream (Hinkka–Mustonen)               | 03:01 |
| 2.    | Rum, Women, Victory (Toivonen–Hinkka)            | 04:16 |
| 3.    | Andromeda (Toivonen–Hinkka)                      | 04:04 |
| 4.    | The Defence of the Sampo (Toivonen)              | 04:48 |
| 5.    | Run from the Crushing Tide (Toivonen)            | 04:50 |
| 6.    | For Sirens (Toivonen–Hinkka)                     | 04:40 |
| 7.    | One with the Sea (Toivonen)                      | 06:10 |
| 8.    | Midsummer Magic (Hinkka)                         | 03:42 |
| 9.    | Cold Northland (Väinämöinen Part III) (Toivonen) | 08:41 |
| 43:46 |                                                  |       |

## Közreműködők
- Petri Lindroos – ének, gitárok
- Markus Toivonen – gitárok, ének
- Sami Hinkka – basszusgitár, ének, akusztikus gitár, buzuki
- Janne Parviainen – ütős hangszerek
- Pekka Montin – szintetizátor, ének

### Vendégzenészek
- Lassi Lógren – nyckelharpa, hegedű
- Mikko P. Mustonen – hangszerelés, whistle, akusztikus gitár, ének, programozás
- Janne Joutsenniemi – gitárok, háttérének